# Oostenrijk op de Olympische Winterspelen 1992
Tijdens de Olympische Winterspelen van 1992, die in Albertville (Frankrijk) werden gehouden, nam Oostenrijk voor de zestiende keer deel.

## Medailleoverzicht
| Sport              | Olympiër                                                    | Discipline                     | Medaille |
| ------------------ | ----------------------------------------------------------- | ------------------------------ | -------- |
| Alpineskiën        | Petra Kronberger                                            | slalom (v)                     | Goud     |
| Alpineskiën        | Petra Kronberger                                            | combinatie (v)                 | Goud     |
| Alpineskiën        | Patrick Ortlieb                                             | afdaling (m)                   | Goud     |
| Bobsleeën          | Ingo Appelt Harald Winkler Gerhard Haidacher Thomas Schroll | 4-mansbob (m)                  | Goud     |
| Rodelen            | Doris Neuner                                                | vrouwen                        | Goud     |
| Schansspringen     | Ernst Vettori                                               | normale schans individueel (m) | Goud     |
| Alpineskiën        | Anita Wachter                                               | reuzenslalom (v)               | Zilver   |
| Alpineskiën        | Anita Wachter                                               | combinatie (v)                 | Zilver   |
| Rodelen            | Markus Prock                                                | mannen                         | Zilver   |
| Rodelen            | Angelika Neuner                                             | vrouwen                        | Zilver   |
| Schansspringen     | Martin Höllwarth                                            | normale schans individueel (m) | Zilver   |
| Schansspringen     | Martin Höllwarth                                            | grote schans individueel (m)   | Zilver   |
| Schansspringen     | Heinz Kuttin Ernst Vettori Martin Höllwarth Andreas Felder  | grote schans team (m)          | Zilver   |
| Alpineskiën        | Günther Mader                                               | afdaling (m)                   | Brons    |
| Alpineskiën        | Michael Tritscher                                           | slalom (m)                     | Brons    |
| Alpineskiën        | Veronika Wallinger                                          | afdaling (v)                   | Brons    |
| Noordse combinatie | Klaus Sulzenbacher                                          | individueel (m)                | Brons    |
| Noordse combinatie | Klaus Ofner Stefan Kreiner Klaus Sulzenbacher               | team (m)                       | Brons    |
| Rodelen            | Markus Schmidt                                              | mannen                         | Brons    |
| Schaatsen          | Emese Hunyady                                               | 3000 m (v)                     | Brons    |
| Schansspringen     | Heinz Kuttin                                                | grote schans individueel (m)   | Brons    |

## Deelnemers en resultaten

### Alpineskiën
| Olympiër             | Discipline       | Resultaat | Prestatie                                                                             |
| -------------------- | ---------------- | --------- | ------------------------------------------------------------------------------------- |
| Stephan Eberharter   | combinatie (m)   | dnf-s1    | opgave slalom run 1 afdaling: 1.46,85                                                 |
| Bernhard Gstrein     | slalom (m)       | 15e       | 1.48,26 (+3,87) 54,12+54,14                                                           |
| Helmut Höflehner     | afdaling (m)     | 17e       | 1.53,10 (+2,73)                                                                       |
| Günther Mader        | afdaling (m)     | Brons     | 1.50,47 (+0,10)                                                                       |
| Günther Mader        | super g (m)      | 7e        | 1.14,08 (+1,04)                                                                       |
| Günther Mader        | reuzenslalom (m) | 6e        | 2.08,80 (+1,82) 1.05,42+1.03,38                                                       |
| Günther Mader        | combinatie (m)   | dnf-a     | opgave afdaling                                                                       |
| Christian Mayer      | reuzenslalom (m) | 12e       | 2.10,06 (+3,08) 1.06,23+1.03,83                                                       |
| Patrick Ortlieb      | afdaling (m)     | Goud      | 1.50,37                                                                               |
| Patrick Ortlieb      | super g (m)      | 18e       | 1.15,66 (+2,62)                                                                       |
| Rainer Salzgeber     | super g (m)      | 15e       | 1.15,31 (+2,27)                                                                       |
| Rainer Salzgeber     | reuzenslalom (m) | 7e        | 2.08,83 (+1,85) 1.05,72+1.03,11                                                       |
| Rainer Salzgeber     | combinatie (m)   | dnf-s1    | opgave slalom run 1 afdaling: 1.47,59                                                 |
| Thomas Stangassinger | slalom (m)       | 9e        | 1.46,65 (+2,26) 53,51+53,14                                                           |
| Leonhard Stock       | afdaling (m)     | dnf       | opgave                                                                                |
| Hubert Strolz        | super g (m)      | 24e       | 1.16,36 (+3,32)                                                                       |
| Hubert Strolz        | reuzenslalom (m) | 9e        | 2.09,45 (+2,47) 1.06,75+1.02,70                                                       |
| Hubert Strolz        | slalom (m)       | 13e       | 1.47,79 (+3,40) 54,06+53,73                                                           |
| Hubert Strolz        | combinatie (m)   | dq-s2     | diskwalificatie slalom run 2 afdaling: 1.46,54                                        |
| Michael Tritscher    | slalom (m)       | Brons     | 1.44,85 (+0,46) 52,50+52,35                                                           |
|                      |                  |           |                                                                                       |
| Karin Buder          | slalom (v)       | 5e        | 1.33,68 (+1,00) 49,10+44,58                                                           |
| Sylvia Eder          | reuzenslalom (v) | 9e        | 2.15,05 (+2,31) 1.07,20+1.07,85                                                       |
| Petra Kronberger     | afdaling (v)     | 5e        | 1.52,73 (+0,18)                                                                       |
| Petra Kronberger     | super g (v)      | 4e        | 1.23,20 (+1,98)                                                                       |
| Petra Kronberger     | reuzenslalom (v) | dnf-1     | opgave run 1                                                                          |
| Petra Kronberger     | slalom (v)       | Goud      | 1.32,68 48,28+44,40                                                                   |
| Petra Kronberger     | combinatie (v)   | Goud      | 2,55 p. afdaling: 0 p. (1.25,84) slalom: 2,55 p. (1.09,60: 35,36+34,24)               |
| Ulrike Maier         | super g (v)      | 5e        | 1.23,35 (+2,13)                                                                       |
| Ulrike Maier         | reuzenslalom (v) | 4e        | 2.13,77 (+1,03) 1.06,16+1.07,61                                                       |
| Ulrike Maier         | combinatie (v)   | dnf-s2    | opgave slalom run 2 afdaling: 1.28,51                                                 |
| Monika Maierhofer    | slalom (v)       | dnf-2     | opgave run 2 49,46+dnf                                                                |
| Barbara Sadleder     | afdaling (v)     | 7e        | 1.53,81 (+1,26)                                                                       |
| Barbara Sadleder     | super g (v)      | 15e       | 1.24,91 (+3,69)                                                                       |
| Veronika Wallinger   | afdaling (v)     | Brons     | 1.52,64 (+0,09)                                                                       |
| Claudia Strobl       | slalom (v)       | dnf-2     | opgave run 2 49,08+dnf                                                                |
| Anita Wachter        | super g (v)      | 9e        | 1.24,20 (+2,98)                                                                       |
| Anita Wachter        | reuzenslalom (v) | Zilver    | 2.13,71 (+0,97) 1.06,43+1.07,28                                                       |
| Anita Wachter        | combinatie (v)   | Zilver    | 19,39 p. (+16,84) afdaling: 17,58 p. (1.27,25) slalom: 1,81 p. (1.09,51: 34,79+34,72) |

### Biatlon
| Olympiër                                                        | Discipline             | Resultaat | Prestatie |
| --------------------------------------------------------------- | ---------------------- | --------- | --- |
| Alfred Eder                                                     | 10 km (m)              | 53e       | 28.44,8 (+2.42,5) pen.: 2 (0 + 2)                                                                                           |
| Alfred Eder                                                     | 20 km (m)              | 30e       | 1:01.03,0 (+4.28,6) pen.: 1 (0 + 0 + 0 + 1)                                                                                 |
| Ludwig Gredler                                                  | 10 km (m)              | 11e       | 27.14,8 (+1.12,5) pen.: 2 (2 + 0)                                                                                           |
| Bruno Hofstätter                                                | 20 km (m)              | 41e       | 1:02.36,1 (+5.01,7) pen.: 3 (0 + 0 + 0 + 3)                                                                                 |
| Egon Leitner                                                    | 10 km (m)              | 19e       | 27.31,8 (+1.29,5) pen.: 2 (1 + 1)                                                                                           |
| Egon Leitner                                                    | 20 km (m)              | 45e       | 1:02.52,0 (+5.17,6) pen.: 4 (2 + 0 + 1 + 1)                                                                                 |
| Franz Schuler                                                   | 10 km (m)              | 21e       | 27.34,3 (+1.32,0) pen.: 1 (0 + 1)                                                                                           |
| Franz Schuler                                                   | 20 km (m)              | 49e       | 1:03.15,9 (+6.41,5) pen.: 6 (3 + 1 + 2 + 0)                                                                                 |
| Team Bruno Hofstätter Egon Leitner Ludwig Gredler Franz Schuler | 4x7,5 km estafette (m) | 12e       | 1:30.40,7 (+5.57,2) pen.: 2 22.22,8 pen.: 0 (0 + 0) 23.46,9 pen.: 1 (0 + 1) 21.37,9 pen.: 0 (0 + 0) 22.53,1 pen.: 1 (0 + 1) |

### Bobsleeën
| Olympiër                                                          | Discipline                  | Resultaat | Prestatie                                               |
| ----------------------------------------------------------------- | --------------------------- | --------- | ------------------------------------------------------- |
| Gerhard Rainer Thomas Bachler                                     | 2-mansbob (m) Oostenrijk I  | 8e        | 4.04,00 (+0,74) (1.00,33 / 1.01,20 / 1.01,18 / 1.01,29) |
| Ingo Appelt Thomas Schroll                                        | 2-mansbob (m) Oostenrijk II | 4e        | 4.03,67 (+0,41) (1.00,46 / 1.00,87 / 1.01,09 / 1.01,25) |
| Ingo Appelt Harald Winkler Gerhard Haidacher Thomas Schroll       | 4-mansbob (m) Oostenrijk I  | Goud      | 3.53,90 (57,74 / 58,85 / 58,52 / 58,79)                 |
| Gerhard Rainer Thomas Bachler Carsten Nentwig Martin Schützenauer | 4-mansbob (m) Oostenrijk II | 10e       | 3.55,01 (+1,11) (58,27 / 58,85 / 59,08 / 58,81)         |

### Kunstrijden
| Olympiër       | Discipline | Resultaat | Prestatie                               |
| -------------- | ---------- | --------- | --------------------------------------- |
| Ralph Burghart | mannen     | 18e       | 28,0 p. (korte kür: 20 - lange kür: 18) |

### Langlaufen
| Olympiër                                                              | Discipline                    | Resultaat | Prestatie                                           |
| --------------------------------------------------------------------- | ----------------------------- | --------- | --------------------------------------------------- |
| Markus Gandler                                                        | 10 km klassiek (m)            | 34e       | 30.35,9 (+2.59,9)                                   |
| Markus Gandler                                                        | 50 km vrije stijl (m)         | 41e       | 2:17.21,8 (+13.40,3)                                |
| Markus Gandler                                                        | achtervolging 10 km+15 km (m) | 28e       | +4.29,9 (10 km:30.35 + 15 km:39.32,8)               |
| Alexander Marent                                                      | 10 km klassiek (m)            | 19e       | 29.49,9 (+2.13,9)                                   |
| Alexander Marent                                                      | 30 km klassiek (m)            | 22e       | 1:27.34,4 (+5.06,6)                                 |
| Alexander Marent                                                      | 50 km vrije stijl (m)         | dnf       | opgave                                              |
| Alexander Marent                                                      | achtervolging 10 km+15 km (m) | 27e       | +4.18,3 (10 km:29.49 + 15 km:40.07,2)               |
| Andreas Ringhofer                                                     | 10 km klassiek (m)            | 35e       | 30.42,5 (+3.06,5)                                   |
| Andreas Ringhofer                                                     | 50 km vrije stijl (m)         | 42e       | 2:18.00,4 (+14.18,9)                                |
| Andreas Ringhofer                                                     | achtervolging 10 km+15 km (m) | 24e       | +4.12,0 (10 km:30.42 + 15 km:39.07,9)               |
| Alois Schwarz                                                         | 30 km klassiek (m)            | 29e       | 1:29.01,6 (+6.33,8)                                 |
| Alois Stadlober                                                       | 10 km klassiek (m)            | 8e        | 28.27,5 (+51,5)                                     |
| Alois Stadlober                                                       | 30 km klassiek (m)            | 19e       | 1:26.22,7 (+3.54,9)                                 |
| Alois Stadlober                                                       | achtervolging 10 km+15 km (m) | 10e       | +2.19,7 (10 km:28.27 + 15 km:39.30,6)               |
| Martin Standmann                                                      | 30 km klassiek (m)            | 39e       | 1:30.27,7 (+7.59,9)                                 |
| Martin Standmann                                                      | 50 km vrije stijl (m)         | 52e       | 2:24.19,6 (+20.38,1)                                |
| Team Alois Schwarz Alois Stadlober Alexander Marent Andreas Ringhofer | 4x10 km estafette (m)         | 9e        | 1:45.56,6 (+6.30,6) 26.33,3 25.54,1 26.21,1 27.08,1 |

### Noordse combinatie
| Olympiër                                           | Discipline      | Resultaat | Prestatie |
| -------------------------------------------------- | --------------- | --------- | --- |
| Klaus Sulzenbacher                                 | individueel (m) | Brons     | +1.06,3 — schans: 221,6 p — 15 km: 44.48,4 |
| Klaus Ofner                                        | individueel (m) | 5e        | +1.29,8 — schans: 228,5 p — 15 km: 45.57,9 |
| Stefan Kreiner                                     | individueel (m) | 18e       | +4.13,7 — schans: 214,8 p — 15 km: 47.10,4 |
| Günther Csar                                       | individueel (m) | 32e       | +7.00,6 — schans: 193,3 p — 15 km: 47.34,0 |
| Team Klaus Ofner Stefan Kreiner Klaus Sulzenbacher | team (m)        | Brons     | +1.40,1 — schans: 615,6 p — 30 km: 1:22.49,6 schans: 212,6 p — 10 km: 27.56,6 schans: 195,5 p — 10 km: 28.34,2 schans: 207,5 p — 10 km: 26.18,8 |

### Rodelen
| Olympiër                          | Discipline | Resultaat | Prestatie                                             |
| --------------------------------- | ---------- | --------- | ----------------------------------------------------- |
| Markus Prock                      | mannen     | Zilver    | 3.02,669 (+0,306) (45,356 / 45,330 / 46,075 / 45,908) |
| Markus Schmidt                    | mannen     | Brons     | 3.02,942 (+0,579) (45,243 / 45,416 / 46,254 / 46,029) |
| Robert Manzenreiter               | mannen     | 6e        | 3.03,267 (+0,904) (45,573 / 45,550 / 46,222 / 45,922) |
| Doris Neuner                      | vrouwen    | Goud      | 3.06,696 (46,590 / 46,764 / 46,637 / 46,705)          |
| Angelika Neuner                   | vrouwen    | Zilver    | 3.06,769 (+0,073) (46,805 / 46,724 / 46,577 / 46,663) |
| Andrea Tagwerker                  | vrouwen    | 7e        | 3.08,018 (+1,322) (46,853 / 46,928 / 47,250 / 46,987) |
| Gerhard Gleirscher Markus Schmidt | dubbel     | 7e        | 1.33,257 (+1,204) (46,514 / 46,743)                   |

### Schaatsen
| Olympiër           | Discipline   | Resultaat | Prestatie         |
| ------------------ | ------------ | --------- | ----------------- |
| Roland Brunner     | 500 m (m)    | 40e       | 42,18 (+5,04)     |
| Roland Brunner     | 1000 m (m)   | 22e       | 1.16,76 (+1,91)   |
| Roland Brunner     | 1500 m (m)   | 24e       | 1.59,60 (+4,79)   |
| Michael Hadschieff | 1000 m (m)   | 24e       | 1.17,17 (+2,32)   |
| Michael Hadschieff | 1500 m (m)   | 14e       | 1.57,43 (+2,62)   |
| Michael Hadschieff | 5000 m (m)   | 10e       | 7.12,97 (+13,00)  |
| Michael Hadschieff | 10.000 m (m) | 6e        | 14.28,80 (+16,68) |
|                    |              |           |                   |
| Emese Hunyady      | 1000 m (v)   | 10e       | 1.23,40 (+1,50)   |
| Emese Hunyady      | 1500 m (v)   | 7e        | 2.08,29 (+2,42)   |
| Emese Hunyady      | 3000 m (v)   | Brons     | 4.24,64 (+4,74)   |
| Emese Hunyady      | 5000 m (v)   | 15e       | 7.56,48 (+24,91)  |

### Schansspringen
| Olympiër                                                        | Discipline                     | Resultaat | Prestatie |
| --------------------------------------------------------------- | ------------------------------ | --------- | --- |
| Andreas Felder                                                  | normale schans individueel (m) | 6e        | 213,5 punten 110,2 p. (87,0 m) + 103,3 p. (83,0 m) |
| Andreas Felder                                                  | grote schans individueel (m)   | 9e        | 176,9 punten 89,5 p. (105,0 m) + 87,4 p. (103,5 m) |
| Martin Höllwarth                                                | normale schans individueel (m) | Zilver    | 218,1 punten 116,8 p. (90,5 m) + 101,3 p. (83,0 m) |
| Martin Höllwarth                                                | grote schans individueel (m)   | Zilver    | 227,3 punten 116,7 p. (120,5 m) + 110,6 p. (116,5 m) |
| Heinz Kuttin                                                    | normale schans individueel (m) | 4e        | 214,4 punten 106,3 p. (85,5 m) + 108,1 p. (86,0 m) |
| Heinz Kuttin                                                    | grote schans individueel (m)   | Brons     | 214,8 punten 112,5 p. (117,5 m) + 102,3 p. (112,0 m) |
| Ernst Vettori                                                   | normale schans individueel (m) | Goud      | 222,8 punten 111,8 p. (88,0 m) + 111,0 p. (87,5 m) |
| Ernst Vettori                                                   | grote schans individueel (m)   | 15e       | 170,9 punten 81,6 p. (101,5 m) + 89,3 p. (104,5 m) |
| Team Heinz Kuttin Ernst Vettori Martin Höllwarth Andreas Felder | grote schans team (m)          | Zilver    | 642,9 punten 105,8 p. (114,5 m) + 101,5 p. (112,5 m) 102,4 p. (113,5 m) + 98,2 p. (110,5 m) 117,9 p. (123,5 m) + 112,0 p. (117,5 m) 107,5 p. (115,0 m) + 97,8 p. (109,5 m) |

Algerije · Amerikaanse Maagdeneilanden · Andorra · Argentinië · Australië · België · Bermuda · Bolivia · Brazilië · Bulgarije · Canada · Chili · China · Chinees Taipei · Costa Rica · Cyprus · Denemarken · Duitsland · Estland · Filipijnen · Finland · Frankrijk · Gezamenlijk team · Griekenland · Groot-Brittannië · Honduras · Hongarije · Ierland · IJsland · India · Italië · Jamaica · Japan · Joegoslavië · Kroatië · Letland · Libanon · Liechtenstein · Litouwen · Luxemburg · Marokko · Mexico · Monaco · Mongolië · Nederland · Nederlandse Antillen · Nieuw-Zeeland · Noord-Korea · Noorwegen · Oostenrijk · Polen · Puerto Rico · Roemenië · San Marino · Senegal · Slovenië · Spanje · Swaziland · Tsjecho-Slowakije · Turkije · Verenigde Staten · Zuid-Korea · Zweden · Zwitserland